# Planta Automotriz Packard
La Planta Automotriz Packard (en inglés, Packard Automotive Plant) es una antigua fábrica de fabricación de automóviles en Detroit, la ciudad más poblada del estado de Míchigan (Estados Unidos). Packard Motor Car Company y más tarde Studebaker-Packard Corporation fabricaron allí automóviles de lujo. En la actualidad el edificio se encuentra abandonado, con zonas en ruinas.

## Diseño y funcionamiento

### Los años Packard

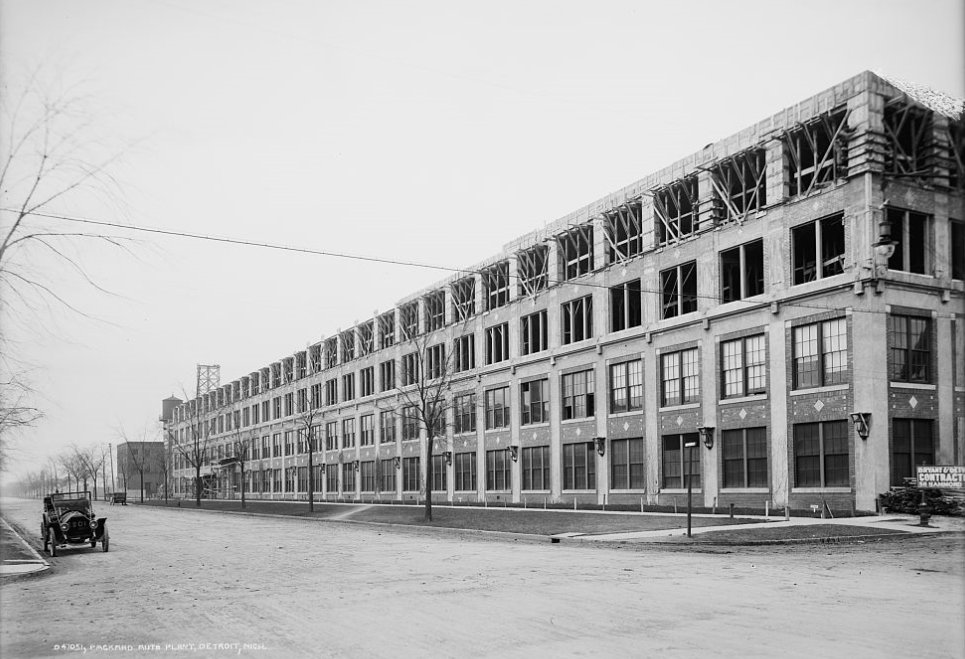
El edificio administrativo de la planta de Packard durante la adición de dos pisos hacia 1911

El edificio de 325 000 m², diseñado por Albert Kahn Associates con productos de Trussed Concrete Steel Company, está ubicado en16 ha de terreno en East Grand Boulevard en el lado este de Detroit. Incluyó el primer uso de hormigón armado en los Estados Unidos para la construcción industrial en la industria del automóvil.
La planta de Packard se inauguró en 1903 y tenía 929 m² de superficie útil y en ese momento se consideraba la instalación de fabricación de automóviles más moderna del mundo. Para 1908, cuando se anunció una ampliación para la construcción de camiones, la fábrica ya era seis veces más grande que cuando se construyó y ocupaba más de 5,6 ha de espacio. En su apogeo, el complejo empleó a 40 000 personas, incluidos hábiles artesanos involucrados en más de 80 oficios. La planta produjo automóviles Packard desde 1903 hasta 1956, excepto durante la Segunda Guerra Mundial, cuando la producción se cambió a material de guerra, en particular el Packard V-1650 Merlin, que propulsó el avión de combate norteamericano P-51 Mustang.
Algunas transmisiones de televisión experimentales se llevaron a cabo desde el edificio, incluida una producción condensada en 1939 de The Merry Widow, con una Betty White adolescente.

### Después de Packard
El complejo de la fábrica cerró en 1958, aunque otras empresas operaron en las instalaciones o las utilizaron para almacenamiento hasta fines de los años 1990.
En la década de 1990, los edificios se utilizaron para albergar raves y fiestas tecno "underground", incluida la fiesta Spastik organizada por Richie Hawtin
Varios de los edificios exteriores estuvieron en uso por empresas hasta principios de los años 2000. En 2010, el último inquilino restante, Chemical Processing, anunció su intención de desocupar las instalaciones después de 52 años.

## Estado actual
Desde su abandono, la planta ha sido un refugio para grafiteros, exploradores urbanos, aficionados al paintball y desguazadores de automóviles, y gran parte del cableado y otros materiales de construcción han sido retirados del sitio.
A pesar de muchos años de abandono y abuso, las estructuras de hormigón armado permanecen casi intactas y estructuralmente sólidas. Partes de los pisos superiores de varias secciones pequeñas en varios edificios se han derrumbado o han sido parcialmente demolidas y yacen en ruinas a raíz de varios intentos fallidos de demolición a lo largo de los años. La ciudad de Detroit se comprometió a emprender acciones legales para demoler o asegurar la propiedad.
El 23 de enero de 2019 se derrumbó el puente sobre Grand Boulevard. No se reportaron heridos. En febrero de 2019 se demolió una sección de la planta propiedad de la ciudad de Detroit.
Debido a la morosidad fiscal, las 43 parcelas que componen la planta fueron subastadas en septiembre de 2013. La oferta inicial fue de 975 000 dólares (la cantidad adeudada en impuestos) y no hubo interesados.
Otra subasta en octubre de 2013 registró una oferta inicial de 21 000 dólares , o alrededor de 500 por paquete. El edificio fue comprado por 405 000 dólares el 12 de diciembre de 2013 por un inversionista español. Tras algunos proyectos que no se cumplieron en 2020 se propuso una demolición a gran escala para reutilizar el sitio para uso industrial

## Galería

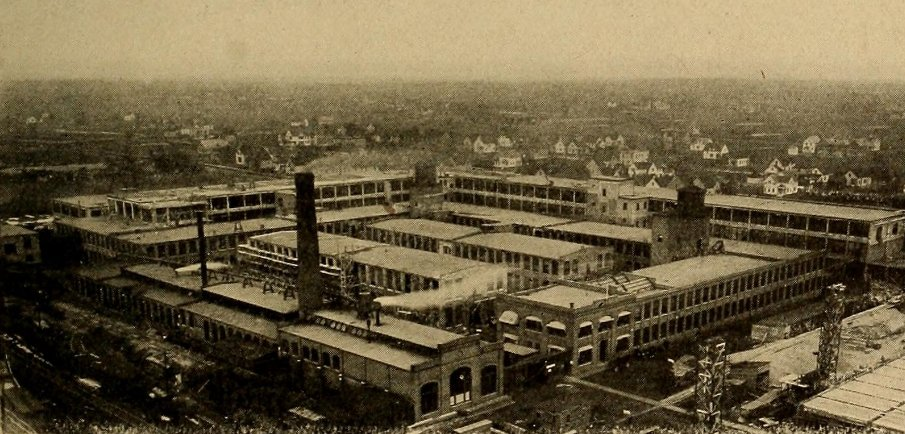
Vista general hacia 1904
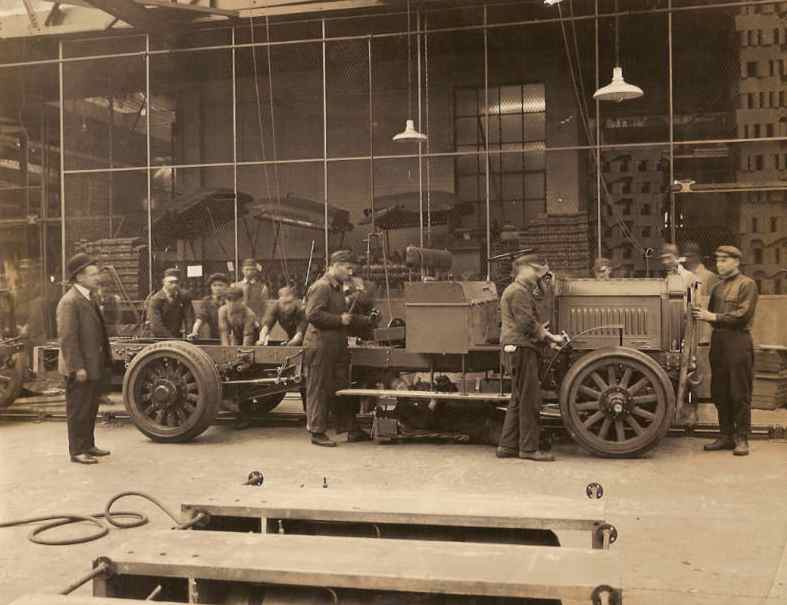
Obreros en la planta hacia 1920
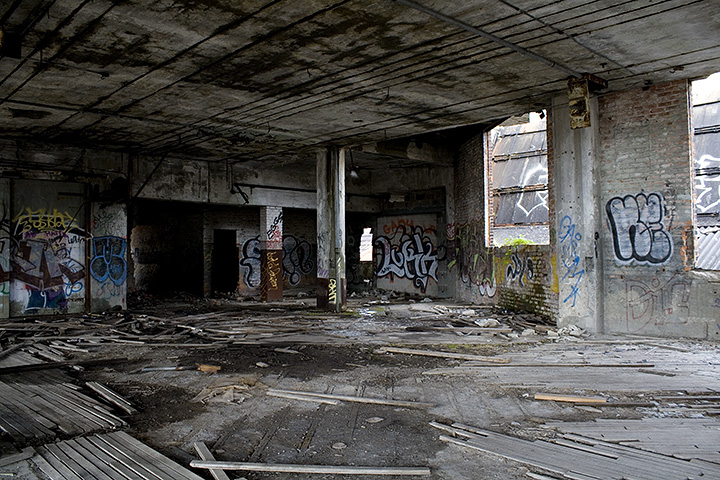
El interior en 2009
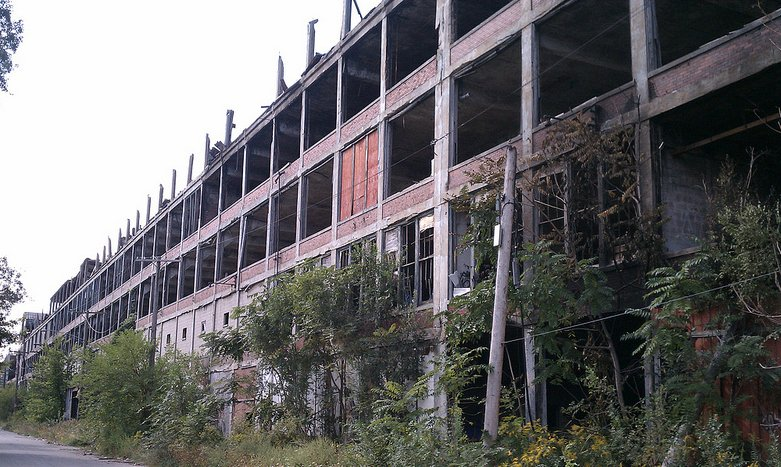
Aspecto en 2012
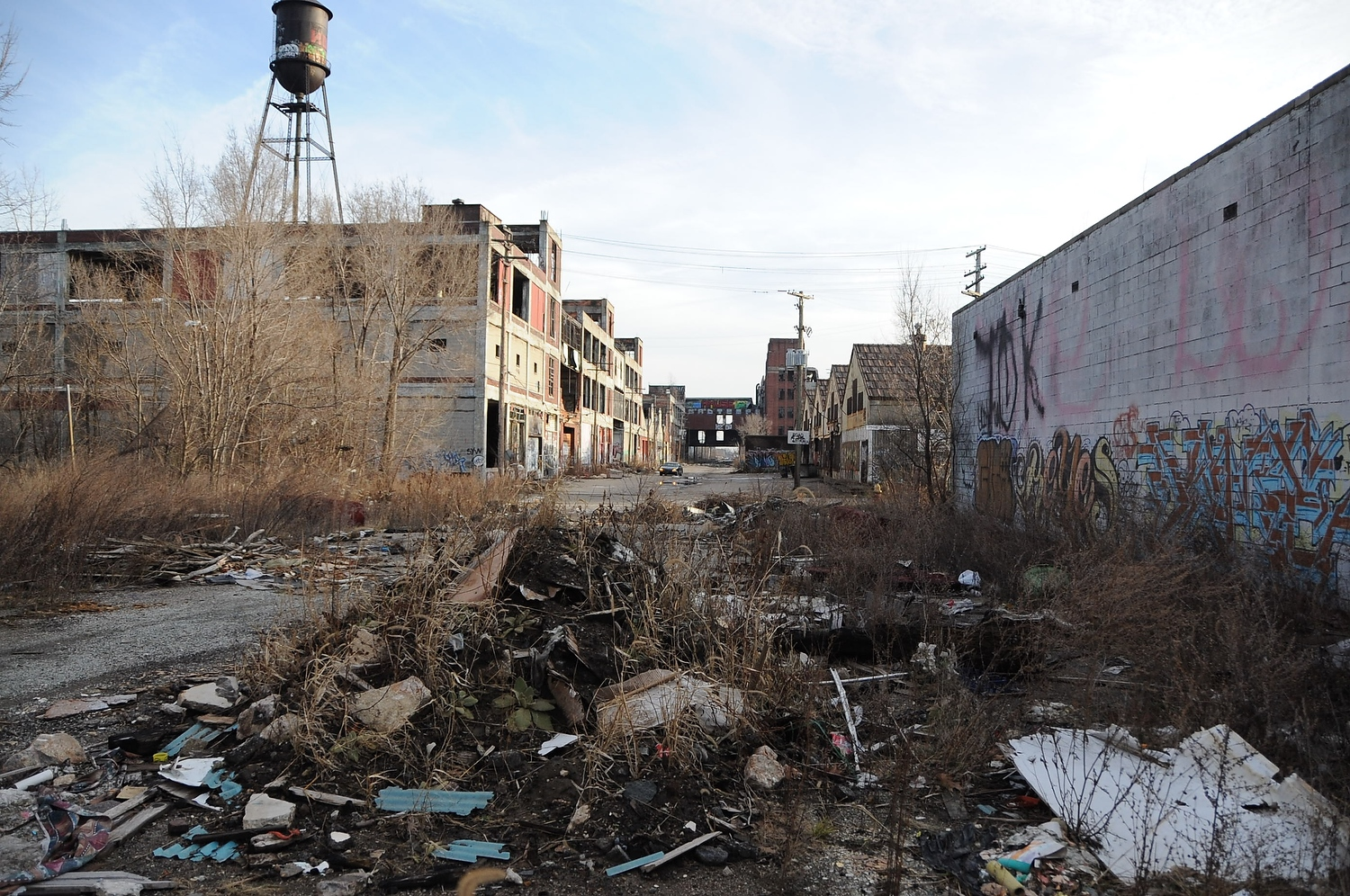
Exterior en 2013
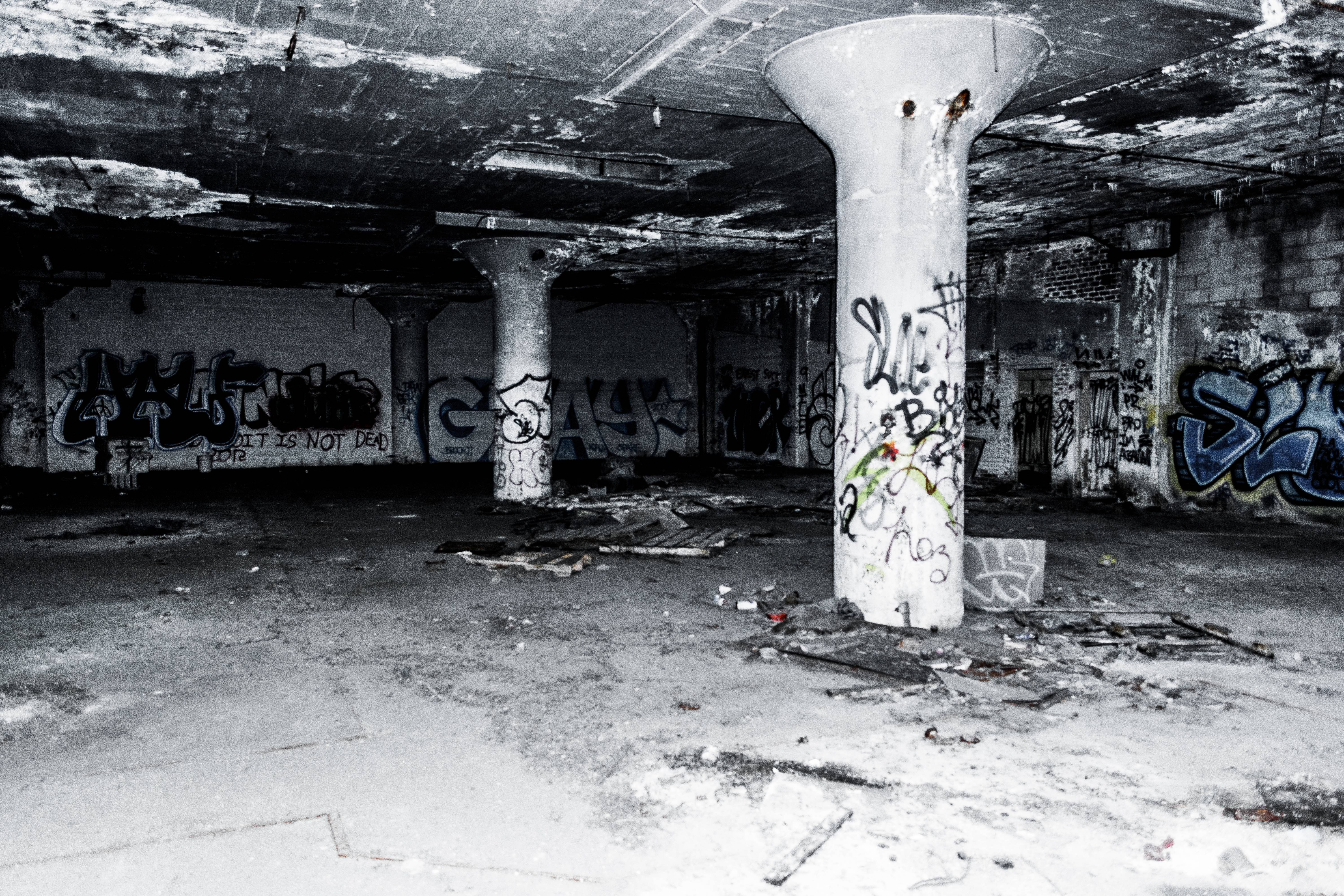
Interior en 2016